# Ptychadena
Ptychadena – rodzaj płazów bezogonowych z rodziny Ptychadenidae.

## Zasięg występowania
Rodzaj obejmuje gatunki występujące w nilotycznym Egipcie i Czarnej Afryce, z wyłączeniem południowo-zachodniej Południowej Afryki; wprowadzone na Madagaskar, Seszele i Maskareny.

## Systematyka

### Etymologia
- Limnophilus: gr. λιμνη limnē „bagno”[8]; φιλος philos „miłośnik”, od φιλεω phileō „kochać”[9]. Gatunek typowy: Rana mascareniensis A.M.C. Duméril & Bibron, 1841; młodszy homonim Limnophilus Burmeister, 1839 (Trichoptera).
- Ptychadena: gr. πτυξ ptux, πτυχος ptukhos „fałda, warstwa”, od πτυσσω ptussō „sfałdować”[10]; αδην adēn, αδενος adenos „gruczoł”[11].
- Abrana: łac. ab- „od, z”[12]; rana „żaba”[13]. Gatunek typowy: Abrana cotti Parker, 1931 (= Rana schillukorum Werner, 1908); młodszy homonim Abrana Strand, 1928 (Mammalia).
- Parkerana: Hampton Wildman Parker (1897–1968), angielski zoolog i herpetolog; łac. rana „żaba”[6]. Nazwa zastępcza dla Abrana Parker, 1931.

### Podział systematyczny
Do rodzaju należą następujące gatunki:

- Ptychadena aequiplicata (Werner, 1898)
- Ptychadena amharensis Smith, Noonan & Colston, 2017
- Ptychadena anchietae (Bocage, 1868) – żaba sawannowa[14]
- Ptychadena ansorgii (Boulenger, 1905)
- Ptychadena arnei Perret, 1997
- Ptychadena baroensis Smith, Noonan & Colston, 2017
- Ptychadena beka Goutte, Reyes-Velasco, Freilich, Kassie & Boissinot, 2021
- Ptychadena bibroni (Hallowell, 1845)
- Ptychadena boettgeri (Pfeffer, 1893)
- Ptychadena broadleyi Stevens, 1972
- Ptychadena bunoderma (Boulenger, 1907)
- Ptychadena christyi (Boulenger, 1919)
- Ptychadena chrysogaster Laurent, 1954
- Ptychadena cooperi (Parker, 1930)
- Ptychadena delphina Goutte, Reyes-Velasco, Freilich, Kassie & Boissinot, 2021
- Ptychadena doro Goutte, Reyes-Velasco, Freilich, Kassie & Boissinot, 2021
- Ptychadena erlangeri (Ahl, 1924)
- Ptychadena gansi Laurent, 1965
- Ptychadena goweri Smith, Noonan & Colston, 2017
- Ptychadena grandisonae Laurent, 1954
- Ptychadena guibei Laurent, 1954
- Ptychadena harenna Largen, 1997
- Ptychadena ingeri Perret, 1991
- Ptychadena keilingi (Monard, 1937)
- Ptychadena levenorum Smith, Noonan & Colston, 2017
- Ptychadena longirostris (Peters, 1870)
- Ptychadena mahnerti Perret, 1996
- Ptychadena mapacha Channing, 1993
- Ptychadena mascareniensis (A.M.C. Duméril & Bibron, 1841) – żaba nilowa[15]
- Ptychadena mossambica (Peters, 1854)
- Ptychadena mutinondoensis Channing & Willem, 2018
- Ptychadena nana Perret, 1980
- Ptychadena neumanni (Ahl, 1924)
- Ptychadena newtoni (Bocage, 1886)
- Ptychadena nilotica (Seetzen, 1855)
- Ptychadena nuerensis Smith, Noonan & Colston, 2017
- Ptychadena obscura (Schmidt & Inger, 1959)
- Ptychadena oxyrhynchus (Smith, 1849)
- Ptychadena perplicata Laurent, 1964
- Ptychadena perreti Guibé & Lamotte, 1958
- Ptychadena porosissima (Steindachner, 1867)
- Ptychadena pujoli Lamotte & Ohler, 1997
- Ptychadena pumilio (Boulenger, 1920)
- Ptychadena retropunctata (Angel, 1949)
- Ptychadena robeensis Goutte, Reyes-Velasco, Freilich, Kassie & Boissinot, 2021
- Ptychadena schillukorum (Werner, 1908)
- Ptychadena stenocephala (Boulenger, 1901)
- Ptychadena straeleni (Inger, 1968)
- Ptychadena submascareniensis (Guibé & Lamotte, 1953)
- Ptychadena subpunctata (Bocage, 1866)
- Ptychadena superciliaris (Günther, 1858)
- Ptychadena taenioscelis Laurent, 1954
- Ptychadena tellinii (Peracca, 1904)
- Ptychadena tournieri (Guibé & Lamotte, 1955)
- Ptychadena trinodis (Boettger, 1881)
- Ptychadena upembae (Schmidt & Inger, 1959)
- Ptychadena uzungwensis (Loveridge, 1932)
- Ptychadena wadei Largen, 2000